# Agost
Agost, en valencien et officiellement (Aguas de Busot en castillan) est une commune de la province d'Alicante, dans la Communauté valencienne, en Espagne. Elle est située dans la comarque de l'Alacantí et dans la zone à prédominance linguistique valencienne.

## Géographie

Localisation d'Agost
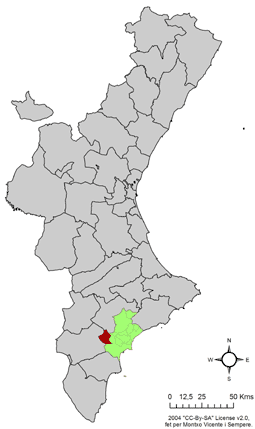
dans la Communauté valencienne.
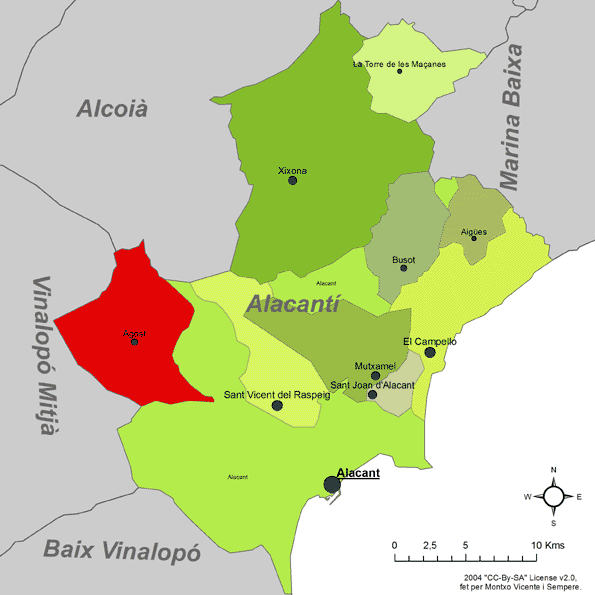
dans la comarque de l'Alacantí.

## Lieux et monuments
- L'église paroissiale Saint-Pierre apôtre ;
- Les vestiges du château d'Agost ;
- Les vestiges du château de la Murta ;
- L'ermitage Sainte Juste et Sainte Rufine ;
- Le musée de la poterie.